# Theo van Dijk
Theo van Dijk (Kampen, 17 december 1940 – 3 mei 2022) was een Nederlandse organist en beiaardier.

## Loopbaan
Van Dijk leerde op zijn 13de orgel spelen bij het muzieklyceum in Zwolle bij Eduard van Gelder. Na een jaar kreeg hij les van toonkunstenaar Cremer in Zwolle.
Oefenen deed hij eerst op een harmonium in de aula van de Theologische Hogeschool van de Gereformeerde Kerken vrijgemaakt in Kampen. Het orgel werd door professor Klaas Schilder aangekocht van de moeder van Van Dijk met de belofte dat hij daar kon oefenen. De gereformeerde Van Dijk mocht niet op een kerkorgel studeren, behalve op het orgel van de katholieke Buitenkerk.
Vanaf zijn achttiende kreeg Van Dijk les van Simon C. Jansen in de Amsterdamse Westerkerk. Later volgde hij orgelles bij Wim van Beek in de Martinikerk in Groningen. Vervolgens werd hij organist in de Lutherse kerk in Kampen. Kort daarna volgde hij Piet Zwart op als 1e organist van de Burgwalkerk in Kampen. Daar introduceerde hij het uurtje kerkmuziek en zes keer per jaar de cantatediensten, waar telkens een cantate van Johann Sebastian Bach centraal staat. In 2010 beëindigde Van Dijk na ruim 40 jaar zijn aanstelling bij de kerk.
Van Dijk werd later vaste beiaardier in Kampen op de Nieuwe Toren. Hij volgde lessen bij Leon van der Eyck op het carillon van Hasselt. Later volgden lessen bij Dirk Donker.
Van Dijk gaf regelmatig orgelconcerten in onder meer Kampen, Hasselt, Elburg, Zwolle, Amersfoort, Nijmegen en Zaltbommel. Ook in het buitenland gaf hij concerten, waaronder in Duitsland, Praag en de Verenigde Staten. Hij begeleidde tientallen samenzangavonden met verschillende koren en er volgden radio- en televisieopnames voor de NCRV, de Evangelische Omroep en de IKON. Van Dijk heeft korte tijd samen gewerkt met pianist Louis van Dijk.

## Privéleven en overlijden
Van Dijk was ridder in de Orde van Oranje-Nassau. Hij overleed op 81-jarige leeftijd.